# Sally Svendelin
Sally Svendelin, född 19 november 1939, död 29 april 2020, var en schweizisk bågskytt. Hon deltog vid olympiska sommarspelen 1972.